# Red Pontiac
La Red Pontiac, nota anche come Dakota Chief, è una patata precoce a buccia rossa originaria degli Stati Uniti sud-orientali e diffusa anche in Canada, Australia, Algeria, Filippine, Venezuela e Uruguay. Nacque come variante di colore della varietà Pontiac n Florida, ad opera di J.W. Weston in 1945. Fu registrata dall'USDA nel 1983. A sua volta la Pontiac stessa era un ibrido delle varietà "Triumph" e "Katahdin" realizzata negli stati Uniti nel 1938 ed in Australia nel 1940.
La Red Pontiac può essere utilizzata per ricette in panetteria, per essere bollita, arrostita, come ingrediente delle insalate o altro, ma non per essere fritta. 
La pianta ha un grande stelo e fiori viola chiaro. I tuberi sono rotondi con una buccia rosso scuro e pasta bianco cera, anche se essere bitorzoluta se la composizione del suolo è irregolare. La buccia può avere diverse tonalità, lasciando solo gli occhi rossi.